# در امواج سند
در امواج سند عنوان یکی از مشهورترین شعرهای مهدی حمیدی شیرازی است که به وصف رشادت‌های جلال‌الدین خوارزمشاه در مقابل مغولان می‌پردازد.

## جوایز
در سال ۱۳۳۰ این شعر در مسابقه «وطن» برگزیده شد و جایزه اول را گرفت. در سال ۱۳۵۰ هم این شعر در مسابقه‌ای که رادیو بی‌بی‌سی برگزار کرد، برنده اول معرفی شد.

## متن شعر
| به مغرب سینه مالان قرص خورشید    |  | نهان می‌گشت پشت کوهساران         |
| فرو می‌ریخت گردی زعفران رنگ       |  | به روی نیزه‌ها و نیزه داران      |
| ز هر سو بر سواری غلت می‌خورد      |  | تن سنگین اسبی تیر خورده         |
| به زیر باره می‌نالید از درد       |  | سوار زخم دار نیم مرده           |
| ز سم اسب می‌چرخید برخاک           |  | به سان گوی خون آلود، سرها       |
| ز برق تیغ می‌افتاد در دشت         |  | پیاپی دست‌ها دور از سپرها        |
| میان گردهای تیره چون میغ         |  | زبانهای سنانها برق می‌زد         |
| لب شمشیرهای زندگی سوز            |  | سران را بوسه‌ها بر فرق می‌زد      |
| نهان می‌گشت روی روشن روز          |  | به زیر دامن شب در سیاهی         |
| در آن تاریک شب می‌گشت پنهان       |  | فروغ خرگه خوارزمشاهی            |
| دل خوارزمشه یک لمحه لرزید        |  | که دید آن آفتاب بخت، خفته       |
| زدست ترکتازی‌های ایام             |  | به آبسکون شهی بی تخت، خفته      |
| اگر یک لحظه امشب دیر جنبد        |  | سپیده دم جهان در خون نشیند      |
| به آتشهای ترک و خون تازیک        |  | ز رود سند تا جیحون نشیند        |
| به خوناب شفق در دامن شام         |  | به خون، آلوده ایران کهن دید     |
| در آن دریای خون در قرص خورشید    |  | غروب آفتاب خویشتن دید           |
| به پشت پرده شب دید پنهان         |  | زنی چون آفتاب عالم افروز        |
| اسیر دست غولان گشته فردا         |  | چو مهر آید برون از پردهِ روز     |
| به چشمش ماده آهویی گذر کرد       |  | اسیر و خسته و افتان و خیزان     |
| پریشان حال آهو بچه ای چند        |  | سوی مادر دوان وز وی گریزان      |
| چه اندیشید آن‌دم، کس ندانست       |  | که مژگانش به خون دیده تر شد     |
| چو آتش در سپاه دشمن افتاد        |  | ز آتش هم کمی سوزنده تر شد       |
| زبان نیزه‌اش در یاد خوارزم        |  | زبان آتشی در دشمن انداخت        |
| خم تیغش به یاد ابروی دوست        |  | به هر جنبش سری بر دامن انداخت   |
| چو لختی در سپاه دشمنان ریخت      |  | از آن شمشیر سوزان، آتش تیز      |
| خروش از لشکر انبوه برخاست        |  | که: از این آتش سوزنده پرهیز     |
| در آن باران تیغ و برق پولاد      |  | میان شام رستاخیز می‌گشت          |
| در آن دریای خون در دشت تاریک     |  | به دنبال سر چنگیز می‌گشت         |
| بدان شمشیر تیز عافیت سوز         |  | در آن انبوه، کار مرگ می‌کرد      |
| ولی چندان‌که برگ از شاخه می‌ریخت   |  | دو چندان می‌شکفت و برگ می‌کرد     |
| سرانجام آن دو بازوی هنرمند       |  | زکشتن خسته شد وز کار واماند     |
| چو آگه شد که دشمن خیمه‌اش جست     |  | پشیمان شد که لختی ناروا ماند    |
| عنان بادپای خسته پیچید           |  | چو برق و باد، زی خرگاه آمد      |
| دوید از خیمه خورشیدی به صحرا     |  | که گفتندش سواران: شاه آمد       |
| میان موج می‌رقصید در آب           |  | به رقص مرگ، اخترهای انبوه       |
| به رود سند می‌غلتید برهم          |  | ز امواج گران، کوه از پی کوه     |
| خروشان، ژرف، بی پهنا، کف آلود    |  | دل شب می‌درید و پیش می‌رفت        |
| از این سد روان، در دیدهٔ شاه      |  | ز هر موجی هزاران نیش می‌رفت      |
| نهاده دست بر گیسوی آن سرو        |  | بر آن دریای غم، نظاره می‌کرد     |
| بدو می‌گفت: "اگر زنجیر بودی       |  | تورا شمشیرم امشب پاره می‌کرد"    |
| گرت سنگین دلی ای نرم دل آب!      |  | رسید آنجا که بر من راه بندی     |
| بترس آخر زنفرین‌های ایام          |  | که ره براین زن چون ماه بندی!    |
| ز رخسارش فرو می‌ریخت اشکی         |  | بنای زندگی برآب می‌دید           |
| در آن سیماب گون امواج لرزان      |  | خیال تازه‌ای در خواب می‌دید:      |
| اگر امشب زنان و کودکان را        |  | زبیم نام بد در آب ریزم          |
| چو فردا جنگ بر کامم نگردید       |  | توانم کز ره دریا گریزم          |
| به یاری خواهم از آن سوی دریا     |  | سوارانی زره پوش و کمانگیر       |
| دمار از جان این غولان کشم سخت    |  | بسوزم خانمان‌هاشان به شمشیر      |
| شبی آمد که می‌باید فدا کرد        |  | به راه مملکت فرزند و زن را      |
| به پیش دشمنان استاد و جنگید      |  | رهاند از بند اهریمن وطن را      |
| درین اندیشه‌ها می‌سوخت چون شمع     |  | که گردآلود پیدا شد سواری        |
| به پیش پادشه افتاد بر خاک        |  | شهنشه گفت: آمد؟ گفت: آری        |
| پس آنگه کودکان را یک به یک خواست |  | نگاهی خشم آگین در هوا کرد       |
| به آب دیده اول دادشان غسل        |  | سپس در دامن دریا رها کرد:       |
| بگیر ای موج سنگین کف آلود        |  | ز هم وا کن دهان خشم، وا کن!     |
| بخور ای اژدهای زندگی خوار        |  | دوا کن درد بی‌درمان، دوا کن!     |
| زنان چون کودکان در آب دیدند      |  | چو موی خویشتن در تاب رفتند      |
| و زآن درد گران، بی گفتهٔ شاه      |  | چو ماهی، در دهان آب رفتند       |
| شهنشه لمحه‌ای بر آب‌ها دید         |  | شکنج گیسوان تاب داده            |
| چه کرد از آن سپس، تاریخ داند     |  | به دنبال گل بر آب داده!         |
| شبی را تا شبی با لشکری خرد       |  | ز تن ها سر، ز سرها خود افکند    |
| چو لشکر گرد بر گردش گرفتند       |  | چو کشتی بادپا در رود افکند!     |
| چو بگذشت از پس آن جنگ دشوار      |  | از آن دریای بی پایاب، آسان      |
| به فرزندان و یاران گفت چنگیز     |  | که: گر فرزند باید، باید این‌سان! |
| بلی، آنان که از این پیش بودند    |  | چنین بستند راه ترک و تازی       |
| از آن این داستان گفتم که امروز   |  | بدانی قدر و بر هیچش نبازی       |
| به پاس هر وجب خاکی از این ملک    |  | چه بسیار است، آن سرها که رفته!  |
| ز مستی بر سر هر قطعه زین خاک     |  | خدا داند چه افسرها که رفته      |